# 東渡鄉
東渡鄉，是重慶市合川區（合川縣、合川市）曾設置的一個鄉鎮級行政單位。

## 行政區劃
東渡鄉轄佛耳、角亭、小塔、鶴庵、雞心、渠口、魚城、石山等8個村。

## 沿革
- 清代屬明月里東渡口場。
- 民國20年，改東渡鄉。
- 1993年12月20日，和東津沱街道的甘家壩居委會並置釣魚城街道。